# T-100
T-100重戦車は、1930年代後半にソビエト連邦で開発された多砲塔戦車である。

## 概要
T-35重戦車の後継車両として開発され、T-35の運用実績と多砲塔戦車に対するスターリンの批判を受けて砲塔は2基に減らされ、代わりに装甲の強化が行われた。
同時期に開発されていたSMK重戦車との競作になっていたが、SMKの姉妹案として設計された単砲塔型のKV-1が次期重戦車に採用されることが決定したため、試作車が2輌作られたのみに終わっている。
また、T-100の車台を利用し、SU-100Y自走砲（T-100-Y、SU-130とも呼ばれる）が試作されている。この他に発展型としては、大型の旋回砲塔を持つT-100Z、更に巨大な砲塔を持つObject103があったが、いずれの計画も設計案のみで中止されている。

## 開発までの経緯
1930年代末にソ連戦車は躍進期を迎えることになる。その一つのきっかけとなったのが、1936年に始まったスペイン内戦であった。
この戦いにはT-26やBT-5などの戦車が共和国派側に派遣され、ソ連製戦車としては初めての本格的な実戦を経験することになったが、しかし予想以上の損害を出してしまった。T-26やBTの装甲は最大でも15mm程度と薄く対小銃弾防御に重きを置いたもので、当時はこれでも十分通用すると考えられていたのだが、戦車には少なくとも小口径の対戦車砲弾に耐えられるだけの防御力が必要不可欠なことが明らかになったのである。
これを受けて、ソ連軍はこれまでの戦車のあり方を見直すことになった。当時ソ連軍の装備する最大の戦車であったT-35重戦車も例外なく防御力の不足が問題とされたが、T-35に対する装甲の強化は、重量の増加による著しい機動力と信頼性の低下をもたらすため不可能だった。そこで全く新規に後継の多砲塔戦車の開発が進められることになった。

## 開発
1937年には早速、ボリシェビーク工場・キーロフスキー工場の2つの戦車工場に対して開発の指示が出された。このうちキーロフスキー工場で開発されたものがSMK重戦車、ボリシェビーク工場で開発が行われたのがT-100重戦車であった。T-100は、当初案では砲塔を3つ持ち、26口径76mm戦車砲L-10と46口径45mm戦車砲2門を装備し、足回りはリーフスプリング式とする予定であった。しかし、最終的には砲塔は2つに減らされ、主砲は30.5口径76mm砲に強化、サスペンションもトーションバーに切り替えられた。完成した試作車は競作相手のSMKとほとんど同じ外見・性能を持ったものであり、重量は58トンだった。
T-100の試作車は2輌製作された。1939年9月にはT-100重戦車、SMK重戦車、そしてSMKから派生したKV重戦車の3種の車両間での比較試験が始まった。KV重戦車は初めから計画されていたものではなかったが、76mm砲と45mm砲を単砲塔に併載（量産型では76mm砲のみ）し、その分車体を小型化し軽量化に成功していた。試験の結果はKVが最も優れているというものだった。
試験の最中、ソ連-フィンランド間で冬戦争（第1次ソ連・フィンランド戦争）が勃発し、これらの3種類の戦車を実際に戦闘に投入しその実力を見極めることになった。3種類とも第91戦車大隊重戦車中隊に編成されて戦闘に投入され、やはり実戦においてもKV重戦車が最も扱いやすいということが判明した（尚、SMKは敵からの攻撃には耐えたものの、大重量のため雪溜りに落ち込んで行動不能に陥り放棄、後に回収されるもスクラップとなった）。かくしてT-100の開発は中止されることになった。
1940年1月には試作1号車の主砲を20口径152mmとした新型砲塔が開発され、「T-100-Z」の仮名称が与えられて砲塔の試作が行われたが、KV-1重戦車の派生型であるKV-2の開発に伴い計画中止となった。砲塔を単一の大型のものとして130mm艦載砲1門を搭載したObject103重戦車案も提案されたが、これも不採用となり、試作1号車はモスクワ郊外の試験場にて製作当初の状態のまま保管された。新型砲塔に換装し、第1次ソ連・フィンランド戦争末期の1940年初頭に「T-100-Z」として実戦投入された、とする文献もあるが、確定的な資料は発見されていない。その後、試作1号車はチェリャビンスク戦車学校の敷地内に展示された、という記録を最後に所在不明となっている。
この他、1939年末には試作2号車の車体を工兵用の重器材運搬車（工兵戦車）として用いる計画が立案されたが、設計作業中の1940年4月には130mm艦載砲を密閉式の戦闘室に搭載した自走砲として改造する計画（※後述の「派生型」の項を参照のこと）が命じられ、工兵戦車の開発計画は中止された。

## 派生型

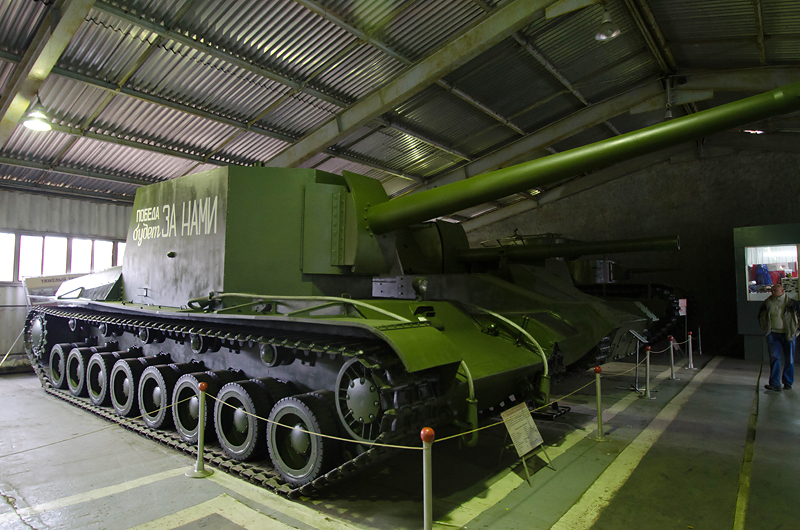
クビンカ戦車博物館のSU-100Y

開発計画の中止後、T-100の車台を利用し、130mm・B-13海軍砲を搭載した自走砲であるSU-100Y（T-100-Y、SU-130とも呼ばれる）が試作された。
SU-100Yは独ソ戦が勃発した後にモスクワ防衛のために部隊配備されたが、実戦の記録は残っておらず、試作車はクビンカ戦車博物館に保管されている。